# Georges Vankemmel
Georges Vankemmel, né le 26 avril 1907 à Armentières (Nord) et mort le 31 octobre 1992 à Roquebrune-Cap-Martin (Alpes-Maritimes), est un résistant et homme politique socialiste français.

## Situation personnelle
Georges Vankemmel naît le 26 avril 1907 à Armentières dans une famille modeste : son père, Georges, est employé de commerce et sa mère, Palmire Delrue, est ménagère.
Il obtient son brevet de préparation militaire supérieure dans la section de pharmacie en septembre 1930. Pharmacien de profession, il est installé place Chanzy à Armentières.
Il épouse Nelly Mignot à Armentières en 1931, dont il divorce en juin 1947 pour se remarier dès son divorce, en août de la même année, avec Renée Leclercq.
Il est père de deux enfants.

## Parcours politique

### Résistance
Georges Vankemmel s'engage dès l'annonce de la capitulation française dans la Résistance. Il est l'un des membres du premier comité de direction du mouvement Voix du Nord et du journal clandestin du même nom.
Il est l'un des organisateurs du bureau des opérations aériennes dans le département du Nord. L'action qu'il met en œuvre contribue à sauver des Juifs de la déportation.
Le 7 novembre 1944, il est nommé, au titre du mouvement Voix du Nord, membre de l'Assemblée consultative provisoire, qui réunit les mouvements de la Résistance alors que la France est administrée par le Gouvernement provisoire de la République française. Il en sera membre jusqu'à sa dissolution le 3 août 1945.
Au sein de l'Assemblée consultative provisoire, il fait partie de la commission d'information et de propagande et de la commission d'instruction de la Haute Cour de Justice.

### Mandats locaux
Le 4 novembre 1944, le conseil municipal nommé par le régime de Vichy est dissous par le comité local de libération. Georges Vankemmel est nommé président de la délégation municipale par le préfet du Nord.
À la tête de la liste socialiste aux élections municipales de 1945, il remporte la mairie d'Armentières, jusqu'alors détenue par les radicaux. Il est réélu en 1947 et 1953.
Il présente sa candidature aux élections constituantes de 1945 sans succès. Sixième sur la liste socialiste dans la 2e circonscription du Nord, il est à nouveau battu aux élections législatives de 1946. Sa candidature au Conseil de la République en 1948 échoue également.
Lors de la visite du Président de la République Vincent Auriol à Armentières le 12 juillet 1947, Georges Vankemmel est fait chevalier de la Légion d'honneur.
Il démissionne de son mandat de maire d'Armentières le 16 mai 1955.

## Distinctions

### Décorations
- Croix de guerre 1939-1945 ;
- Médaille de la Résistance française ;
- Chevalier de la Légion d'honneur (1947).